# University of Tennessee
De University of Tennessee (UT), ook gekend als University of Tennessee, Knoxville (UTK) en UT Knoxville is een Amerikaanse openbare onderzoeksuniversiteit gevestigd in Knoxville in de staat Tennessee. De universiteit werd opgericht op 10 september 1794 als het Blount College, en nadien het East Tennessee College. In 1840 volgde een naams- en statuutwijziging naar de East Tennessee University.
De universiteit is geaffilieerd met het nabijgelegen Oak Ridge National Laboratory. De universiteit beschikt over de archieven van alle drie de Amerikaanse presidenten uit Tennessee en heeft aldus de geschriften van Andrew Jackson, James K. Polk en Andrew Johnson.